# Норт-Іст Юнайтед
ФК «Норт-Іст Юнайтед» (англ. NorthEast United Football Club) — індійський футбольний клуб з Ґувахаті, Ассам, заснований у 2014 році. Виступає в Суперлізі. Домашні матчі приймає на стадіоні Індіри Ганді, місткістю 23 850 глядачів.